# Choiseul Sound
Choiseul Sound är en vik i territoriet Falklandsöarna (Storbritannien). Den ligger i den sydöstra delen av ögruppen, 60 km sydväst om huvudstaden Stanley.